# Ouara
Ouara er et af de fire departementer, som udgør regionen Ouaddaï i Tchad.
14°11′N 20°42′Ø / 14.18°N 20.7°Ø